# Monceau-le-Neuf-et-Faucouzy
Monceau-le-Neuf-et-Faucouzy és un municipi francès situat al departament de l'Aisne i a la regió dels Alts de França. L'any 2007 tenia 338 habitants.

## Demografia

### Població
El 2007 la població de fet de Monceau-le-Neuf-et-Faucouzy era de 338 persones. Hi havia 130 famílies de les quals 32 eren unipersonals (12 homes vivint sols i 20 dones vivint soles), 43 parelles sense fills, 51 parelles amb fills i 4 famílies monoparentals amb fills.
La població ha evolucionat segons el següent gràfic:
Habitants censats

### Habitatges
El 2007 hi havia 155 habitatges, 128 eren l'habitatge principal de la família, 19 eren segones residències i 8 estaven desocupats. 154 eren cases i 1 era un apartament. Dels 128 habitatges principals, 115 estaven ocupats pels seus propietaris, 10 estaven llogats i ocupats pels llogaters i 3 estaven cedits a títol gratuït; 9 tenien dues cambres, 23 en tenien tres, 26 en tenien quatre i 71 en tenien cinc o més. 101 habitatges disposaven pel capbaix d'una plaça de pàrquing. A 62 habitatges hi havia un automòbil i a 54 n'hi havia dos o més.

### Piràmide de població
La piràmide de població per edats i sexe el 2009 era:
| Homes | Edats   | Dones |
| ----- | ------- | ----- |
| 0     | 95 o +  | 0     |
| 0     | 90 a 94 | 4     |
| 0     | 85 a 89 | 0     |
| 0     | 80 a 84 | 8     |
| 8     | 75 a 79 | 8     |
| 8     | 70 a 74 | 12    |
| 12    | 65 a 69 | 0     |
| 16    | 60 a 64 | 12    |
| 4     | 55 a 59 | 0     |
| 24    | 50 a 54 | 8     |
| 8     | 45 a 49 | 24    |
| 8     | 40 a 44 | 8     |
| 16    | 35 a 39 | 0     |
| 12    | 30 a 34 | 12    |
| 4     | 25 a 29 | 12    |
| 4     | 20 a 24 | 8     |
| 8     | 15 a 19 | 0     |
| 8     | 10 a 14 | 4     |
| 8     | 5 a 9   | 16    |
| 20    | 0 a 4   | 16    |

## Economia
El 2007 la població en edat de treballar era de 214 persones, 139 eren actives i 75 eren inactives. De les 139 persones actives 122 estaven ocupades (75 homes i 47 dones) i 17 estaven aturades (7 homes i 10 dones). De les 75 persones inactives 22 estaven jubilades, 21 estaven estudiant i 32 estaven classificades com a «altres inactius».

### Ingressos
El 2009 a Monceau-le-Neuf-et-Faucouzy hi havia 134 unitats fiscals que integraven 363 persones, la mediana anual d'ingressos fiscals per persona era de 15.913 €.

### Activitats econòmiques
Dels 9 establiments que hi havia el 2007, 1 era d'una empresa extractiva, 1 d'una empresa alimentària, 1 d'una empresa de construcció, 2 d'empreses de comerç i reparació d'automòbils i 4 d'empreses de serveis.
L'únic servei als particulars que hi havia el 2009 era un paleta.
L'any 2000 a Monceau-le-Neuf-et-Faucouzy hi havia 14 explotacions agrícoles.

## Equipaments sanitaris i escolars
El 2009 hi havia una escola elemental integrada dins d'un grup escolar amb les comunes properes formant una escola dispersa.

## Poblacions més properes
El següent diagrama mostra les poblacions més properes.